# Pelle Almqvist
"Howlin'" Pelle Almqvist (29 de maig de 1978) és el vocalista de la banda sueca de garage rock, The Hives. Como la resta de la banda, Almqvist va néixer a Fagersta, Suècia, un petit poble al centre del país amb aproximadament 12,000 habitants.
Almqvist i el seu germà Nicholaus formaren The Hives el 1993. D'acord amb la biografia de la banda, van atreure l'atenció del mànager/productor/compositor Randy Fitzsimmons (del que es va creure per molt de temps que era un personatge fictici), qui llençà la banda a la fama.
Almqvist és conegut per ser particularment animat en les presentacions en viu, cosa que li ha donat a The Hives el títol de "La millor banda del món en viu". segons la revista Spin Magazine'. Algunes de les coses que fa Almqvist en les actuacions en viu inclouen crits, salts, el barrejar-se amb el públic i dir coses arrogants de la banda entre les cançons.
Les lletres d'Almqvist han sigut descrites como una mescla entre Mick Jagger.
El 2005 Pelle establí una relació sentimental amb Maria Andersson, cantant guitarrista de Sahara Hotnights, una altra de les bandes més importants de la recent escena punk-rock sueca.